# Tysk-österrikiska backhopparveckan 1973/1974

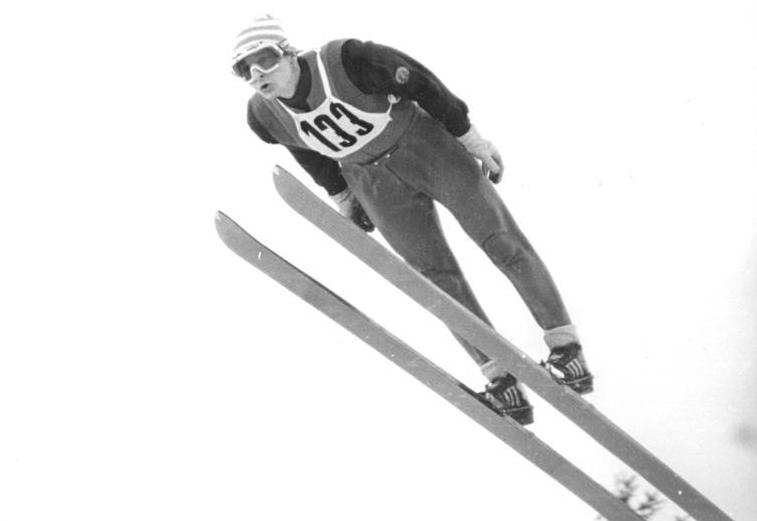
Hans-Georg Aschenbach

Under Tysk-österrikiska backhopparveckan 1973/1974 hoppade man i Oberstdorf den 30 december, den 1 januari hoppade man i Garmisch-Partenkirchen och den 2 januari hoppade man i Innsbruck. Deltävlingen i Bischofshofen genomfördes slutligen den 6 januari.

## Oberstdorf
- Datum: 30 december 1973
- Land:  Västtyskland
- Backe: Schattenbergschanze

| Placering | Hoppare               | Land          | Poäng |
| --------- | --------------------- | ------------- | ----- |
| 01        | Hans-Georg Aschenbach | Östtyskland   | 245,1 |
| 02        | Heinz Wosipiwo        | Östtyskland   | 225,0 |
| 03        | Hans Schmid           | Schweiz       | 222,8 |
| 04        | Esko Rautionaho       | Finland       | 221,3 |
| 05        | Jurij Kalinin         | Sovjetunionen | 218,9 |
| 06        | Kari Ylianttila       | Finland       | 217,8 |
| 07        | Alfred Grosche        | Västtyskland  | 217,3 |
| 08        | Tadeusz Pawlusiak     | Polen         | 211,8 |
| 09        | Jochen Danneberg      | Östtyskland   | 210,5 |
| 010       | Hiroshi Itakagi       | Japan         | 210,4 |
| 010       | Hisayoshi Sawada      | Japan         | 210,4 |

## Partenkirchen
- Datum: 1 januari 1974
- Land:  Västtyskland
- Backe: Große Olympiaschanze

| Placering | Hoppare               | Land          | Poäng |
| --------- | --------------------- | ------------- | ----- |
| 01        | Walter Steiner        | Schweiz       | 240,9 |
| 02        | Hans-Georg Aschenbach | Östtyskland   | 239,4 |
| 03        | Dietrich Kampf        | Östtyskland   | 227,9 |
| 04        | Hans Schmid           | Schweiz       | 227,7 |
| 05        | Henry Glass           | Östtyskland   | 227,3 |
| 06        | Bernd Eckstein        | Östtyskland   | 226,7 |
| 07        | Tauno Käyhkö          | Finland       | 226,3 |
| 08        | Alfred Grosche        | Västtyskland  | 225,2 |
| 09        | Jochen Danneberg      | Östtyskland   | 224,8 |
| 010       | Garij Napalkov        | Sovjetunionen | 224,1 |

## Innsbruck
- Datum: 2 januari 1974
- Land:  Österrike
- Backe: Bergiselschanze

| Placering | Hoppare               | Land            | Poäng |
| --------- | --------------------- | --------------- | ----- |
| 01        | Hans-Georg Aschenbach | Östtyskland     | 251,3 |
| 02        | Hans Schmid           | Schweiz         | 244,6 |
| 03        | Walter Steiner        | Schweiz         | 242,9 |
| 04        | Henry Glass           | Östtyskland     | 240,5 |
| 05        | Bernd Eckstein        | Östtyskland     | 239,2 |
| 06        | Rudolf Höhnl          | Tjeckoslovakien | 236,6 |
| 07        | Reinhold Bachler      | Österrike       | 236,0 |
| 08        | Jurij Kalinin         | Sovjetunionen   | 235,7 |
| 09        | Dietrich Kampf        | Östtyskland     | 235,6 |
| 010       | Tadeusz Pawlusiak     | Polen           | 234,5 |

## Bischofshofen
- Datum: 6 januari 1974
- Land:  Österrike
- Backe: Paul-Ausserleitner-Schanze

| Placering | Hoppare               | Land          | Poäng |
| --------- | --------------------- | ------------- | ----- |
| 01        | Bernd Eckstein        | Östtyskland   | 237,4 |
| 02        | Walter Steiner        | Schweiz       | 244,6 |
| 03        | Hans-Georg Aschenbach | Östtyskland   | 242,9 |
| 04        | Dietrich Kampf        | Östtyskland   | 240,5 |
| 05        | Henry Glass           | Östtyskland   | 239,2 |
| 06        | Odd Grette            | Norge         | 236,6 |
| 07        | Garij Napalkov        | Sovjetunionen | 236,0 |
| 08        | Hiroshi Itakagi       | Japan         | 235,7 |
| 09        | Heinz Wosipiwo        | Östtyskland   | 235,6 |
| 010       | Hans Schmid           | Schweiz       | 234,5 |

## Slutställning
| Placering | Hoppare               | Land         | Poäng |
| --------- | --------------------- | ------------ | ----- |
| 01        | Hans-Georg Aschenbach | Östtyskland  | 970,8 |
| 02        | Walter Steiner        | Schweiz      | 927,6 |
| 03        | Bernd Eckstein        | Östtyskland  | 910,0 |
| 04        | Hans Schmid           | Schweiz      | 909,8 |
| 05        | Henry Glass           | Östtyskland  | 893,9 |
| 06        | Dietrich Kampf        | Östtyskland  | 893,3 |
| 07        | Alfred Grosche        | Västtyskland | 880,5 |
| 08        | Heinz Wosipiwo        | Östtyskland  | 876,8 |
| 09        | Hiroshi Itakagi       | Japan        | 869,8 |
| 010       | Esko Rautionaho       | Finland      | 868,0 |